# Auvare
Auvare (in italiano desueto e in occitano, Auvara) è un comune francese di 50 abitanti (al 1º gennaio 2022) situato nel dipartimento delle Alpi Marittime della regione della Provenza-Alpi-Costa Azzurra.
I suoi abitanti sono chiamati Auvarois in francese ed Auvaresi in italiano.

## Storia
Dopo la conquista romana definitiva e stabile della zona, portata a termine nel 14 a.C., Augusto organizza le Alpi in province.
Il territorio dell'attuale comune d'Auvara dipende dalla provincia delle Alpi Marittime ed è riunita alla civitas di "Glanate" (Glandèves).
Alla fine dell'Antichità, la diocesi di Glandèves riprende i limiti di tale Civitas.
La valle del torrente Roudoule (Rodola) è conquistata dalle "Armate rivoluzionarie francesi" nell'ottobre 1792.
La regione è annessa con decreto del 31 gennaio dell'anno seguente, confermata dal Trattato di Parigi.
La rivoluzione è apparentemente ben accolta, poiché un albero della libertà è piantato e sussiste fino alla Restaurazione dello Stato savoiardo, nel 1814, che si affretta a farlo sradicare, fatturando le spese d'estirpazione alla comunità di Auvara.
Il comune di Auvara (Auvare) fin dal 1388 ha seguito, con la contea di Nizza, le vicende storiche prima della Contea di Savoia e del Ducato di Savoia, e poi dopo il Congresso di Vienna, dal 1815 al 1860, le sorti del Regno di Sardegna-Piemonte, per essere poi annesso alla Francia.

## Società

### Evoluzione demografica
Abitanti censiti

## Economia
La principale risorsa economica di Auvare (Auvara) è essenzialmente agricola e soprattutto pastorale, data dall'allevamento ovino e caprino con pecore e capre, le prime in gran quantità.

## Araldica
Lo stemma di Auvare (Auvara) ha un blasone di rosso dal capo d'oro.